# بيورنولف
بيورنولف (توفي عام 826) كان ملك مرسيا، مملكة إنجلترا الأنجلوسكسونية، من عام 823 حتى وفاته عام 826. شهد عهده القصير انهيار سيادة مرسيا على الممالك الأخرى في الممالك الأنجلوسكسونية السبعة لإنجلترا.

## سيرة شخصية
تولى بيورنولف حكم مرسيا عام 823 بعد خلع الملك سيولولف الأول (ملك مرسيا). تظلّ عائلة بيورنولف وخلفية معظم حياته غامضة، ولم يُعرف الكثير عنهم. ومع ذلك، قد يكون بيورنولف على صلة قرابة بعيدة بملك مرسيا سابق، بورنريد، بالإضافة إلى حاكمين لاحقين، بورتولف ‏ وبورغريد - جميعهم أعضاء فيما يسمى بسلالة أو مجموعة الباء. على الرغم من أن هذه مجرد تكهنات، إلا أن الأسماء المتجانسة كانت سائدة في العائلات المالكة الأنجلوسكسونية، كما أن بعض الأقارب المؤكدين لهؤلاء الحكام كان لهم أيضًا أسماء تبدأ بالحرف "باء".
قبل أن يصبح ملكًا، ورد ذكر بيورنولف في شاهديْن قانونيين: الأول مع الملك كوينوولف ‏ عام 812 والثاني مع الملك سيولولف الأول عام 823م، ومع ذلك، يشير موقعه في كلا الشاهدين إلى أنه لم يكن يشغل منصبًا رفيعًا بشكل استثنائي في ذلك الوقت.
في عام 825، سار بيورنولف ضد الساكسونيين الغربيين. التقى بهم جيش بيورنولف في إليندون . على الرغم من أن التفاصيل غير معروفة، إلا أن المعركة انتهت بهزيمة كارثية للمرسيين، ويعتبرها المؤرخون نهاية لما يسمى بسيادة مرسيا. في نفس العام، غزا ايثلوولف، ابن إيغبرت، كِنت وطرد ملكها الموالي لمرسيا، بولدريد [الإنجليزية].
في أعقاب هذه الأحداث، انهارت بسرعة هيمنة مرسيا في جنوب إنجلترا. حولت إسكس وساسكس ولاءهما إلى إيغبرت. وطلب سكان شرق إنجلترا حماية إيغبرت ضد مرسيا في نفس العام. قُتل بيورنولف على يد سكان شرق أنجليا في معركة أثناء محاولته إخماد التمرد.
أعاد بيورنولف بناء دير القديس بطرس ‏  وترأس مُجمعيْن سينودسييْن في كلوفيشو [الإنجليزية]  مع رئيس الأساقفة ولفريد [الإنجليزية] من كانتربري، في 824 و825. ميثاق كنتيش يُظهر أن بيورنولف لا يزال يتمتع بالسلطة في كينت في 27 مارس 826 – S1267، الذي صدر في ذلك التاريخ، يُقال إنه يقع في السنة الثالثة من حكم بيورنولف. العملات المعدنية التي سُكت في عهد بيورنولف نادرة جدًا، مع حوالي 25 قطعة معروفة فقط.

## الملاحظات
1. ↑  الآن روتون  بالقرب من سويندون في ويلتشاير
2. ↑  فيما بعد كاتدرائية غلوستر
3. ↑  موقع غير معروف يُعتقد أنه بالقرب من لندن

## روابط خارجية
| بيورنولف سلالة الباء من ملوك مرسيا [الإنجليزية] توفي: 826 |                                            |                                |
| منصب                                                      |                                            |                                |
| سبقه سيولولف الأول (ملك مرسيا)                            | ملك مرسيا [الإنجليزية] 823–826             | تبعه لوديكا [الإنجليزية]       |
| سبقه سيولولف الأول (ملك مرسيا)                            | حاكم شرق أنجليا ‏ 823–825                   | تبعه أثلستان [الإنجليزية] كملك |
| سبقه سيولولف الأول (ملك مرسيا)                            | حاكم كينت ‏ 823–825 مع بالدريد [الإنجليزية] | تبعه إيغبرت معايثلوولف         |